# Pulnoy
Pulnoy ist eine französische Gemeinde mit 5123 Einwohnern (Stand 1. Januar 2022) im Département Meurthe-et-Moselle in der Region Grand Est (bis 2015 Lothringen). Sie gehört zum Arrondissement Nancy und zum Kanton Grand Couronné.

## Geografie
Pulnoy liegt wenige Kilometer nordöstlich von Nancy auf einer Höhe zwischen 210 und 305 m über dem Meeresspiegel. Das Gemeindegebiet umfasst 3,74 km².

## Geschichte
Pulnoy wurde 1027 erstmals erwähnt.

### Bevölkerungsentwicklung
| Jahr      | 1962 | 1968 | 1975 | 1982 | 1990 | 1999 | 2007 | 2019 |
| Einwohner | 176  | 901  | 1657 | 3215 | 4031 | 4751 | 4607 | 5077 |

## Gemeindepartnerschaft
- Gau-Odernheim (in Deutschland, 30 Kilometer südlich von Mainz)